# Можжевельник Стэндли
Можжеве́льник Стэндли (лат. Juniperus standleyi) — вид растений рода Можжевельник семейства Кипарисовые.

## Распространение
Встречается в Гватемале и прилегающих районах Мексики. В естественных условиях растёт на высоте 3000-4200 м над уровнем моря.

## Описание
Вечнозелёное хвойное дерево, как правило двудомное. Вырастает высотой в 5-15 м. Шишкоягоды диаметром 6-9 мм, сферические сине-черные, с восковым налетом. Хвоя зелёная. Древесина дерева устойчива против гниения. В посадках весьма декоративен.
Вид вследствие вырубки находится на грани исчезновения.